# Morti nel 1977/Maggio
| Questa pagina contiene informazioni ricavate automaticamente dalle voci biografiche con l'ausilio del template Bio e di un bot. L'aggiornamento è periodico e automatico e ricostruisce completamente la pagina. Se manca una persona in questa lista, sei pregato di non aggiungerla, ma accertati piuttosto che la sua voce biografica contenga il template Bio e che i dati anagrafici siano correttamente compilati. Se il template Bio manca, inseriscilo tu stesso o, in alternativa, metti l'avviso {{tmp\|Bio}} che ne segnala la mancanza. Se i dati riportati sono sbagliati, correggi direttamente la voce biografica; le modifiche saranno visibili in questa lista entro pochi giorni. Per chiarimenti vedi il progetto biografie. La lista contiene solo le 76 persone che sono citate nell'enciclopedia e per le quali è stato implementato correttamente il template Bio. Pagina aggiornata al 3 mar 2024. |

- 1º maggio - Giusto Senes, arbitro di calcio italiano (n. 1887)
- 2 maggio - Isidor Markovič Annenskij, regista cinematografico sovietico (n. 1906)
- 2 maggio - Italo Bonatti, calciatore italiano (n. 1943)
- 2 maggio - Nicholas Magallanes, danzatore statunitense (n. 1922)
- 2 maggio - Antonio Meluschi, scrittore, giornalista e partigiano italiano (n. 1909)
- 4 maggio - Nino Bergese, cuoco italiano (n. 1904)
- 4 maggio - Hans Martin Sutermeister, medico, scrittore e politico svizzero (n. 1907)
- 5 maggio - Erich Campe, pugile tedesco (n. 1912)
- 5 maggio - Thorvald Eigenbrod, hockeista su prato danese (n. 1892)
- 5 maggio - Ludwig Erhard, politico tedesco (n. 1897)
- 5 maggio - Teresio Traversa, calciatore italiano (n. 1915)
- 6 maggio - Leon Benzaquen, politico e medico marocchino (n. 1928)
- 6 maggio - Raffaele Cantarella, grecista, filologo classico e bizantinista italiano (n. 1898)
- 6 maggio - Mario Ferretti, giornalista italiano (n. 1917)
- 6 maggio - William Grey Walter, neurofisiologo britannico (n. 1910)
- 6 maggio - Otto Weckerling, ciclista su strada tedesco (n. 1910)
- 7 maggio - Saverio di Borbone-Parma, duca (n. 1889)
- 7 maggio - Stanisław Pyjas, patriota polacco (n. 1953)
- 8 maggio - Olof Vilhelm Arrhenius, biochimico e naturalista svedese (n. 1895)
- 8 maggio - Camille Bryen, pittore e poeta francese (n. 1907)
- 9 maggio - James Jones, scrittore statunitense (n. 1921)
- 9 maggio - Carmen Rendiles Martínez, religiosa venezuelana (n. 1903)
- 10 maggio - Joan Crawford, attrice statunitense (n. 1904)
- 10 maggio - Jack Pickering, calciatore inglese (n. 1908)
- 10 maggio - Mario Soffici, regista, sceneggiatore e attore italiano (n. 1900)
- 11 maggio - Viktor Maslov, allenatore di calcio e calciatore sovietico (n. 1910)
- 12 maggio - Robert Moore Williams, scrittore e autore di fantascienza statunitense (n. 1907)
- 13 maggio - Otto Deßloch, generale tedesco (n. 1889)
- 13 maggio - William Duthie Morgan, generale britannico (n. 1891)
- 13 maggio - Marian Gamwell, militare britannica (n. 1891)
- 14 maggio - Angelo Parona, ammiraglio italiano (n. 1889)
- 15 maggio - Benedetta Cappa, pittrice, scenografa e scrittrice italiana (n. 1897)
- 15 maggio - Sigisfredo Mair, slittinista italiano (n. 1939)
- 15 maggio - Napoleone Martinuzzi, scultore, artista e imprenditore italiano (n. 1892)
- 15 maggio - Herbert Wilcox, produttore cinematografico, regista e sceneggiatore irlandese (n. 1890)
- 16 maggio - Modibo Keïta, politico maliano (n. 1915)
- 17 maggio - François-Albert Viallet, filosofo francese (n. 1908)
- 18 maggio - Alfredo Beni, militare italiano (n. 1931)
- 18 maggio - Sergio Piermanni, militare italiano (n. 1940)
- 20 maggio - Vittorio Minguzzi, aviatore e generale italiano (n. 1912)
- 20 maggio - Achille Pizziolo, arbitro di calcio italiano (n. 1897)
- 21 maggio - Torkild Andersen, calciatore norvegese (n. 1916)
- 21 maggio - Dorothy Christy, attrice statunitense (n. 1906)
- 21 maggio - Lily Kronberger, pattinatrice artistica su ghiaccio ungherese (n. 1890)
- 21 maggio - Art Landy, animatore statunitense (n. 1904)
- 21 maggio - Neco, calciatore brasiliano (n. 1895)
- 21 maggio - John Whitaker, ginnasta britannico (n. 1886)
- 22 maggio - Ethel Barrymore Colt, attrice teatrale e soprano statunitense (n. 1912)
- 22 maggio - Hampton Hawes, pianista statunitense (n. 1928)
- 22 maggio - Adolf Wamper, scultore tedesco (n. 1900)
- 22 maggio - Gijs van Hall, banchiere e politico olandese (n. 1904)
- 23 maggio - Dragoljub Jovanović, politico jugoslavo (n. 1895)
- 23 maggio - Vincenzo Randi, medico e politico italiano (n. 1932)
- 24 maggio - Elisabeth Käsemann, sociologa tedesca (n. 1947)
- 24 maggio - Alfred Schild, fisico statunitense (n. 1921)
- 24 maggio - Nino Sozzani, generale italiano (n. 1889)
- 25 maggio - Edward Colmans, attore britannico (n. 1908)
- 25 maggio - Evgenija Solomonovna Ginzburg, scrittrice russa (n. 1904)
- 25 maggio - Milo Komenich, cestista statunitense (n. 1920)
- 25 maggio - Willoughby Norrie, I barone Norrie, generale e politico britannico (n. 1893)
- 25 maggio - Alejo Russell, tennista argentino (n. 1916)
- 25 maggio - Carlo Salinari, partigiano e critico letterario italiano (n. 1919)
- 25 maggio - Carlo Varese, pittore italiano (n. 1903)
- 26 maggio - Seikichi Fujimori, scrittore e drammaturgo giapponese (n. 1892)
- 26 maggio - Mario Romani, calciatore italiano (n. 1907)
- 26 maggio - Czesław Wycech, politico, insegnante e storico polacco (n. 1899)
- 27 maggio - Renato Zanardo, militare italiano (n. 1915)
- 28 maggio - Alberto Giomo, politico italiano (n. 1917)
- 28 maggio - Vitold Vitoldovič Jakimčik, compositore di scacchi sovietico (n. 1909)
- 29 maggio - Ba Maw, politico e avvocato birmano (n. 1893)
- 29 maggio - Suniti Kumar Chatterji, linguista, educatore e letterato indiano (n. 1890)
- 29 maggio - Osvaldo Trebbi, calciatore italiano (n. 1914)
- 30 maggio - Paul Desmond, sassofonista, compositore e clarinettista statunitense (n. 1924)
- 31 maggio - William Castle, regista, produttore cinematografico e attore statunitense (n. 1914)
- 31 maggio - Giuditta Rissone, attrice italiana (n. 1895)
- 31 maggio - Amilcare Rossi, politico italiano (n. 1895)